# Mynes marpesina
Mynes marpesina är en fjärilsart som beskrevs av Johannes Karl Max Röber 1936. Mynes marpesina ingår i släktet Mynes och familjen praktfjärilar. Inga underarter finns listade i Catalogue of Life.